# شهرستان شیلکینسکی
شهرستان شیلکینسکی (به لاتین: Shilkinsky District) یک شهرستان در روسیه است که در سرزمین زابایکالسکی واقع شده‌است.